# Кокши (Алтайский край)
Кокши — село в Советском районе Алтайского края. Административный центр Кокшинского сельсовета.

## История
Основано в 1770 г. В 1928 году состояло из 654 хозяйств, основное население — русские. В административном отношении являлось центром Кокшинского сельсовета Сростинского района Бийского округа Сибирского края.

## Население
| 1926  | 1997  | 1998  | 1999  | 2000  | 2001  |
| ----- | ----- | ----- | ----- | ----- | ----- |
| 3983  | ↘1137 | ↘1081 | ↘1080 | ↗1139 | ↘1105 |
| 2002  | 2003  | 2004  | 2005  | 2006  | 2007  |
| ↘1065 | ↗1071 | ↘1040 | ↘1027 | ↘1024 | ↘1006 |
| 2008  | 2009  | 2010  | 2011  | 2012  | 2013  |
| ↗1009 | ↘940  | ↘863  | ↗905  | ↘885  | ↘868  |

Национальный состав
Согласно результатам переписи 2002 года, в национальной структуре населения русские составляли 94 %.